# Jean-Louis Calandrini
Jean-Louis Calandrini (* 30 de agosto de 1703—29 de diciembre de 1758) fue un científico suizo. Fue destacado profesor de matemática y de filosofía. Fue autor de algunos estudios sobre la aurora borealis, cometas, y los efectos de los relámpagos, as well as of an important but unpublished work on flat and spherical trigonometría. También publicó un comentario en la Principia de Isaac Newton (publicado en Ginebra, 1739–42), para el cual escribió aproximadamente un centenar de notas.
Su padre fue pastor, también de nombre Jean-Louis, y su madre Michée Du Pan. Fue sobrino nieto de Bénédict Calandrini. En 1729, contrae nupcias con Renée Lullin. En la Academia de Ginebra, obtiene su doctorado con la tesis en física, en 1722. En 1724, Calandrini es nombrado profesor de matemática al mismo tiempo que Gabriel Cramer, pero primero realizó una excursión de tres años por Inglaterra y Francia. Fue ganador por concurso del profesorado de filosofía de 1734 a 1750. También jugó activos roles en la escena política de Ginebra.

## Honores
El género Calandrinia Kunth 1823 fue nombrada en su honor.